# هوگون-جی

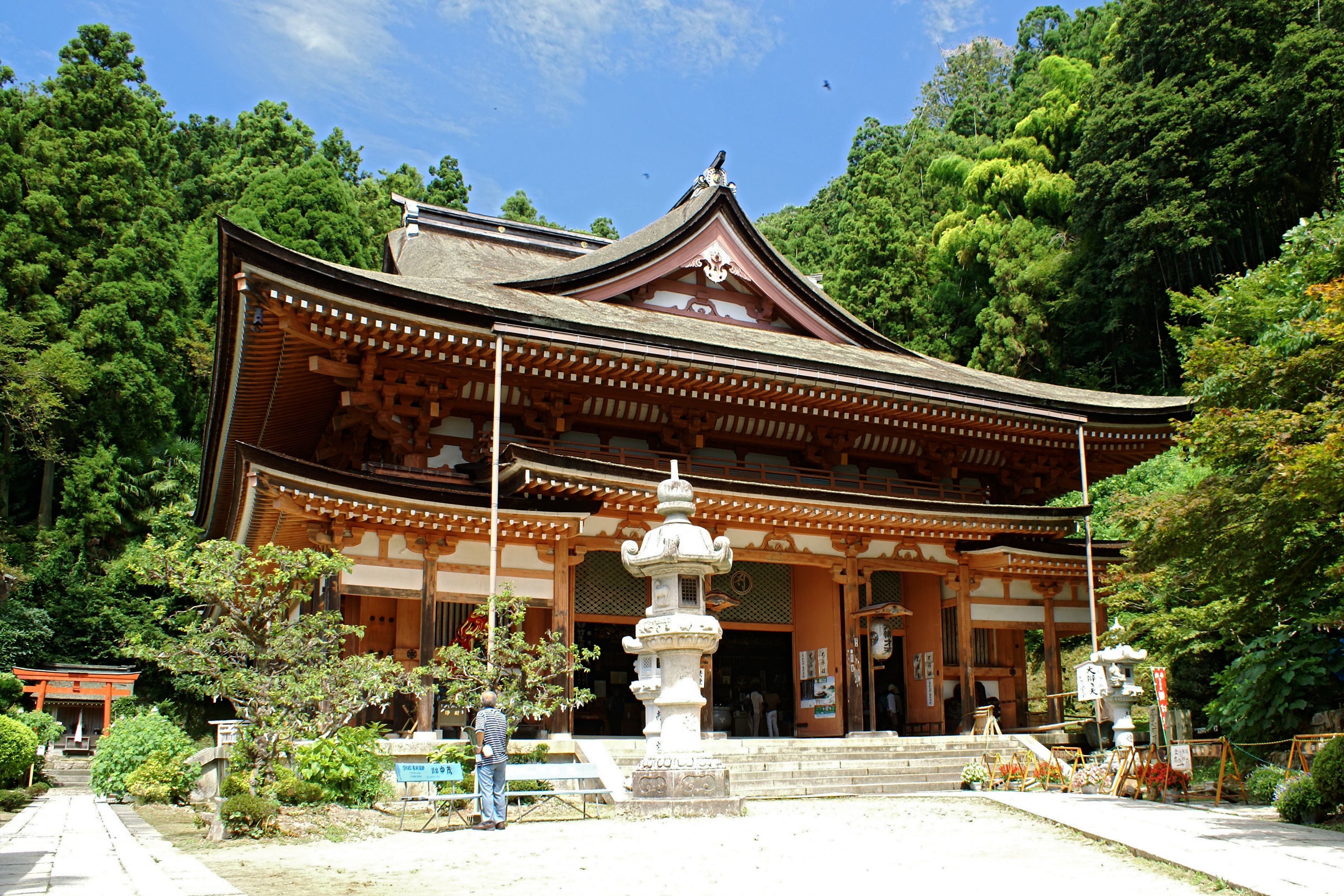

هوگون-جی (به ژاپنی: 宝厳寺 ほうごんじ Hōgon-ji) یک معبد بودایی در جزیره چیبوکو در استان شیگا در ژاپن است گفته می‌شود که برای اولین بار در سال ۷۲۴ میلادی در زمان امپراتور شومو ساخته شده‌است. معبد چندین بار بازسازی شده‌است. در سال ۱۶۰۲ تویوتومی هیده یوری معبد را مورد بازسازی کلی قرار داد.